# کلهر (مشگین‌شهر)
کلهور روستایی است که در استان اردبیل، شهرستان مشگین‌شهر، بخش مرکزی، دهستان شعبان قرار دارد.

## جمعیت
بر اساس سرشماری سال ۱۳۸۵ جمعیت این روستا ۲۱۰ نفر با ۴۴ خانوار بوده‌است.